# 9717 Людвасилія
9717 Людвасилія (9717 Lyudvasilia) — астероїд головного поясу, відкритий 24 вересня 1976 року.
Тіссеранів параметр щодо Юпітера — 3,549.